# Golden Grand Prix de lutte 2014
Navigation
Édition précédente Édition suivante
Les Golden Grand Prix de lutte 2014 sont composées pour chaque style de lutte de deux compétitions qualificatives et d'une finale ayant lieu du 25 au 27 juillet à Bakou en Azerbaïdjan.

## Résultats

### Lutte libreHommes

#### Golden Grand Prix Ivan Yariguin (Krasnoïarsk) - 24 au 26 janvier 2014[1]
| Épreuves | Or                           | Argent                        | Bronze                     |
| -------- | ---------------------------- | ----------------------------- | -------------------------- |
| 57 kg    | Rustam Ampar Russie          | Vladimir Flegontov Russie     | Nikolay Noyev Tadjikistan  |
| 57 kg    | Rustam Ampar Russie          | Vladimir Flegontov Russie     | Nariman Israpilov Russie   |
| 61 kg    | Dzhamal Otarsultanov Russie  | Bekkhan Goygereyev Russie     | Murshid Mutalimov Russie   |
| 61 kg    | Dzhamal Otarsultanov Russie  | Bekkhan Goygereyev Russie     | Murad Nukhkadiyev Russie   |
| 65 kg    | Magomed Kurbanaliev Russie   | Alibetgadzhi Emeyev Russie    | Soslan Ramonov Russie      |
| 65 kg    | Magomed Kurbanaliev Russie   | Alibetgadzhi Emeyev Russie    | Akhmed Chakayev Russie     |
| 70 kg    | Israil Kasumov Russie        | Ramazan Shamsudinov Russie    | Mulid Lampezhev Russie     |
| 70 kg    | Israil Kasumov Russie        | Ramazan Shamsudinov Russie    | Khetik Tcabolov Russie     |
| 74 kg    | Annuar Geduyev Russie        | Akhmed Gadzhimagomedov Russie | Isa Daudov Russie          |
| 74 kg    | Annuar Geduyev Russie        | Akhmed Gadzhimagomedov Russie | Atcamaz Sanakoyev Russie   |
| 86 kg    | Abdulrashid Sadulayev Russie | Shamil Kudiyamagomedov Russie | Georgiy Rubayev Russie     |
| 86 kg    | Abdulrashid Sadulayev Russie | Shamil Kudiyamagomedov Russie | Anzor Urishev Russie       |
| 97 kg    | Abdusalam Gadisov Russie     | Ivan Yankovskij Biélorussie   | Batradz Gazayev Russie     |
| 97 kg    | Abdusalam Gadisov Russie     | Ivan Yankovskij Biélorussie   | Valeriy Andreitcev Ukraine |
| 125 kg   | Alan Khougaïev Russie        | Anzor Khizriyev Russie        | Arslanbek Aliyev Russie    |
| 125 kg   | Alan Khougaïev Russie        | Anzor Khizriyev Russie        | Muradin Kushkhov Russie    |

#### Grand Prix de Paris (Paris) - 8 au 9 février 2014[2]
| Épreuves | Or                              | Argent                           | Bronze                         |
| -------- | ------------------------------- | -------------------------------- | ------------------------------ |
| 57 kg    | Tsogtbaatar Damdinbazar Russie  | Samat Nadyrbek Uulu Kirghizistan | Andrew Hochstrasser États-Unis |
| 57 kg    | Tsogtbaatar Damdinbazar Russie  | Samat Nadyrbek Uulu Kirghizistan | Mehmed Feraim Bulgarie         |
| 61 kg    | Nyam-Ochir Enkhsaikhan Mongolie | Krzysztof Bienkowski Pologne     | Sanchez Agustin Espagne        |
| 61 kg    | Nyam-Ochir Enkhsaikhan Mongolie | Krzysztof Bienkowski Pologne     | Vladimir Dubov Bulgarie        |
| 65 kg    | Mandakhnaran Ganzorig Mongolie  | Jason Chamberlain États-Unis     | Ulukman Mamatov Kirghizistan   |
| 65 kg    | Mandakhnaran Ganzorig Mongolie  | Jason Chamberlain États-Unis     | Reece Humphrey États-Unis      |
| 70 kg    | Zaur Efendiev Serbie            | Christophe Clavier France        | Pervachuk Rostyslav Ukraine    |
| 74 kg    | Nick Marable États-Unis         | Unurbat Purevjav Mongolie        | Krystian Brzozowski Pologne    |
| 74 kg    | Nick Marable États-Unis         | Unurbat Purevjav Mongolie        | Isoeb Khutsishvili Géorgie     |
| 86 kg    | Friev Taimuraz Espagne          | Keith Gavin États-Unis           | Phil Keddy États-Unis          |
| 86 kg    | Friev Taimuraz Espagne          | Keith Gavin États-Unis           | Sebastian Jezierzanski Pologne |
| 97 kg    | Zviad Metreveli Géorgie         | Lyuben Ilev Bulgarie             | Wynn Michalak États-Unis       |
| 97 kg    | Zviad Metreveli Géorgie         | Lyuben Ilev Bulgarie             | Khuderbulga Dorjkhand Mongolie |
| 125 kg   | Georgi Meshvildishvili Mongolie | Tyrell Fortune États-Unis        | Dominique Bradley États-Unis   |

#### Finale - Mémorial Heydar Aliyev (Bakou) - 25 au 27 juillet 2014[3]
| Épreuves | Or                                | Argent                              | Bronze                                     |
| -------- | --------------------------------- | ----------------------------------- | ------------------------------------------ |
| 57 kg    | Vladimer Khintchegachvili Géorgie | Axmednabi Qvarzatilov Azerbaïdjan   | Yashar Aliyev Azerbaïdjan                  |
| 57 kg    | Vladimer Khintchegachvili Géorgie | Axmednabi Qvarzatilov Azerbaïdjan   | Makhmud Magomedov Russie                   |
| 61 kg    | Haci Aliyev Azerbaïdjan           | Vladimir Vladimirov Dubov Bulgarie  | Ulan Nadyrbek Uulu Kirghizistan            |
| 61 kg    | Haci Aliyev Azerbaïdjan           | Vladimir Vladimirov Dubov Bulgarie  | Vasyl Shuptar Ukraine                      |
| 65 kg    | Brent Harold Metcalf États-Unis   | Magomed Muslimov Azerbaïdjan        | Aghahuseyn Mustafayev Azerbaïdjan          |
| 65 kg    | Brent Harold Metcalf États-Unis   | Magomed Muslimov Azerbaïdjan        | Haislan Garcia Canada                      |
| 70 kg    | Israil Kasumov Russie             | Emin Azizov Azerbaïdjan             | Ruslan Dibirgadzhiyev Azerbaïdjan          |
| 70 kg    | Israil Kasumov Russie             | Emin Azizov Azerbaïdjan             | Gadzhimurad Omarov Azerbaïdjan             |
| 74 kg    | Jabrayil Hasanov Azerbaïdjan      | Rashid Kurbanov Ouzbékistan         | Morteza Rezaei Ghaleh Iran                 |
| 74 kg    | Jabrayil Hasanov Azerbaïdjan      | Rashid Kurbanov Ouzbékistan         | Muzad Geydazov Biélorussie                 |
| 86 kg    | Shamil Kudiyamagomedov Russie     | Ehsan Lashgari Ebrahimizivlaei Iran | Alexander Taymurazovic Gostiev Azerbaïdjan |
| 86 kg    | Shamil Kudiyamagomedov Russie     | Ehsan Lashgari Ebrahimizivlaei Iran | Edward Lee Ruth États-Unis                 |
| 97 kg    | Khetag Gazyumov Azerbaïdjan       | Valeriy Andreitcev Ukraine          | Jacob Stephen Varner États-Unis            |
| 97 kg    | Khetag Gazyumov Azerbaïdjan       | Valeriy Andreitcev Ukraine          | Khuderbulga Dorjkhand Mongolie             |
| 125 kg   | Oleksandr Khotsianivskyi Ukraine  | Giogi Sakandelidze Géorgie          | Tervel Ivaylov Dlagnev États-Unis          |
| 125 kg   | Oleksandr Khotsianivskyi Ukraine  | Giogi Sakandelidze Géorgie          | Aslan Dzebisov Azerbaïdjan                 |

### Lutte gréco-romaineHommes

#### Grand Prix de Paris (Paris) - 8 au 9 février 2014[2]
| Épreuves | Or                          | Argent                       | Bronze                       |
| -------- | --------------------------- | ---------------------------- | ---------------------------- |
| 59 kg    | Edward Barsegjan Pologne    | Yasin Ozay France            | Bagylan Zhakansha Kazakhstan |
| 59 kg    | Edward Barsegjan Pologne    | Yasin Ozay France            | Lasha Gogitadze Géorgie      |
| 66 kg    | Revaz Lashkhi Géorgie       | Grzegorz Wanke Pologne       | Tarik Belmadani France       |
| 66 kg    | Revaz Lashkhi Géorgie       | Grzegorz Wanke Pologne       | Dawid Karecinski Pologne     |
| 71 kg    | Franck Hassli Monaco        | Demau Zhadrayev Kazakhstan   | Fatih Ozay France            |
| 75 kg    | Zurabi Datunashvili Géorgie | Mateusz Wolny Pologne        | Manuchar Tskhadaia Géorgie   |
| 75 kg    | Zurabi Datunashvili Géorgie | Mateusz Wolny Pologne        | Piotr Przepiorka Pologne     |
| 80 kg    | Giorgi Tsirekidze Géorgie   | Tadeusz Michalik Pologne     | Michael Wagner Autriche      |
| 80 kg    | Giorgi Tsirekidze Géorgie   | Tadeusz Michalik Pologne     | Dragutin Dukic Serbie        |
| 85 kg    | Samba Diong France          | Adomaitis Laimutis Lituanie  | Amer Hrustanovic Autriche    |
| 85 kg    | Samba Diong France          | Adomaitis Laimutis Lituanie  | Igor Balaur France           |
| 98 kg    | Mélonin Noumonvi France     | Daigoro Timoncini Italie     | Vasil Imerlishvili Géorgie   |
| 130 kg   | Iakob Kajaia Géorgie        | Mizgaitis Mindaugas Lituanie | Yannick Szczepaniak France   |

#### Grand Prix de Hongrie (Szombathely) -1erau 2 mars 2014[4]
| Épreuves | Or                      | Argent                        | Bronze                       |
| -------- | ----------------------- | ----------------------------- | ---------------------------- |
| 59 kg    | Hamid Sourian Iran      | Rahman Bilici Turquie         | Stig Belge Norvège           |
| 59 kg    | Hamid Sourian Iran      | Rahman Bilici Turquie         | Shinobu Ota Japon            |
| 66 kg    | Davor Stefanek Serbie   | Sachino Davitaia Géorgie      | Omid Norouzi Iran            |
| 66 kg    | Davor Stefanek Serbie   | Sachino Davitaia Géorgie      | Marius Thomesen Norvège      |
| 71 kg    | Tamas Lorincz Hongrie   | Manuchar Tskhadaia Géorgie    | Mindia Tsulukidze Géorgie    |
| 71 kg    | Tamas Lorincz Hongrie   | Manuchar Tskhadaia Géorgie    | Mohmad Karimi Iran           |
| 75 kg    | Marko Madsen Danemark   | Saeed Abdolvali Iran          | Viktor Nemes Serbie          |
| 75 kg    | Marko Madsen Danemark   | Saeed Abdolvali Iran          | Zurabi Datunashvili Géorgie  |
| 80 kg    | Habibolah Akhlaghi Iran | Jousef Ghaderian Iran         | Peter Bacsi Hongrie          |
| 80 kg    | Habibolah Akhlaghi Iran | Jousef Ghaderian Iran         | Rafig Huseynov Azerbaïdjan   |
| 85 kg    | Taleb Nematpour Iran    | Roberti Kobliashvili Géorgie  | Viktor Lorincz Hongrie       |
| 85 kg    | Taleb Nematpour Iran    | Roberti Kobliashvili Géorgie  | Vladimer Gegeshidze Géorgie  |
| 98 kg    | Cenk Ildem Turquie      | Martin Hamlet Nielsen Norvège | Daigoro Timoncini Italie     |
| 98 kg    | Cenk Ildem Turquie      | Martin Hamlet Nielsen Norvège | Adam Varga Hongrie           |
| 130 kg   | Rıza Kayaalp Turquie    | Basmir Babajanzapeh Iran      | Mindaugas Mizgaitis Lituanie |
| 130 kg   | Rıza Kayaalp Turquie    | Basmir Babajanzapeh Iran      | Johan Eurén Suède            |

#### Finale - Mémorial Heydar Aliyev (Bakou) - 25 au 27 juillet 2014[3]
| Épreuves | Or                           | Argent                            | Bronze                        |
| -------- | ---------------------------- | --------------------------------- | ----------------------------- |
| 59 kg    | Taleh Memmedov Azerbaïdjan   | Abdouli Saman Iran                | Stig-André Berge Norvège      |
| 59 kg    | Taleh Memmedov Azerbaïdjan   | Abdouli Saman Iran                | Kamran Memmedov Azerbaïdjan   |
| 66 kg    | Hasan Aliyev Azerbaïdjan     | Revaz Lashkhi Géorgie             | Davor Stefanek Serbie         |
| 66 kg    | Hasan Aliyev Azerbaïdjan     | Revaz Lashkhi Géorgie             | Arslan Abdullin Russie        |
| 71 kg    | Tamas Lorincz Hongrie        | Rasul Chunayev Azerbaïdjan        | Mindia Tsukukidze Géorgie     |
| 71 kg    | Tamas Lorincz Hongrie        | Rasul Chunayev Azerbaïdjan        | Rusam Aliyev Azerbaïdjan      |
| 75 kg    | Rafig Huseynov Azerbaïdjan   | Zurabi Datunashvili Géorgie       | Robert Rosengren Suède        |
| 75 kg    | Rafig Huseynov Azerbaïdjan   | Zurabi Datunashvili Géorgie       | Laszlo Szabo Hongrie          |
| 80 kg    | Elvin Mursaliyev Azerbaïdjan | Peter Bacsi Hongrie               | Tadeusz Michalik Pologne      |
| 80 kg    | Elvin Mursaliyev Azerbaïdjan | Peter Bacsi Hongrie               | Aleksandr Kazakevic Lituanie  |
| 85 kg    | Roberti Kobliashvili Géorgie | Saman Ahman Tahmasebi Azerbaïdjan | Davood Aliashraf Akhbari Iran |
| 85 kg    | Roberti Kobliashvili Géorgie | Saman Ahman Tahmasebi Azerbaïdjan | Rustam Assakalov Ouzbékistan  |
| 98 kg    | Balázs Kiss Hongrie          | Cenk Ildem Turquie                | Shalva Gadabadze Azerbaïdjan  |
| 98 kg    | Balázs Kiss Hongrie          | Cenk Ildem Turquie                | Martin Hamlet Nielsen Norvège |
| 130 kg   | Iakob Kajaia Géorgie         | Sabah Shariati Azerbaïdjan        | Balint Lam Hongrie            |
| 130 kg   | Iakob Kajaia Géorgie         | Sabah Shariati Azerbaïdjan        | Heiki Nabi Estonie            |

### Lutte libreFemmes

#### Golden Grand Prix Ivan Yariguin (Krasnoïarsk) - 24 au 26 janvier 2014[5]
| Épreuves | Or                       | Argent                         | Bronze                           |
| -------- | ------------------------ | ------------------------------ | -------------------------------- |
| 48 kg    | Yuki Irie Japon          | Nadezhda Fedorova Russie       | Anzhela Vetoshkina Russie        |
| 48 kg    | Yuki Irie Japon          | Nadezhda Fedorova Russie       | Valeriya Chepsarakova Russie     |
| 53 kg    | Marija Gurova Russie     | María Prevolaráki Grèce        | Natalia Malysheva Russie         |
| 53 kg    | Marija Gurova Russie     | María Prevolaráki Grèce        | Battcetceg Altantcetceg Mongolie |
| 55 kg    | Kanako Murata Japon      | Zalina Sidakova Biélorussie    | Veronika Chumikova Russie        |
| 55 kg    | Kanako Murata Japon      | Zalina Sidakova Biélorussie    | Irina Ologonova Russie           |
| 58 kg    | Kaori Icho Russie        | Tserencimed Sukhee Russie      | Anna Vasilenko Russie            |
| 58 kg    | Kaori Icho Russie        | Tserencimed Sukhee Russie      | Petra Olli Biélorussie           |
| 60 kg    | Svetlana Lipatova Japon  | Zhargalma Tcyrenova Mongolie   | Ana Maximova Ukraine             |
| 60 kg    | Svetlana Lipatova Japon  | Zhargalma Tcyrenova Mongolie   | Anastasiya Huchok Finlande       |
| 63 kg    | Ito Yurika Japon         | Yulia Bartnovskaya Russie      | Yulia Prontsevitch Russie        |
| 63 kg    | Ito Yurika Japon         | Yulia Bartnovskaya Russie      | Inna Trajukova Russie            |
| 69 kg    | Natalia Vorobieva Russie | Darima Sanzheeva Russie        | Kajoko Kudo Japon                |
| 69 kg    | Natalia Vorobieva Russie | Darima Sanzheeva Russie        | Alina Mahinya Ukraine            |
| 75 kg    | Burmaa Ochirbat Mongolie | Vasilisa Marzaliuk Biélorussie | Alena Starodubtseva Russie       |
| 75 kg    | Burmaa Ochirbat Mongolie | Vasilisa Marzaliuk Biélorussie | Ekaterina Bukina Russie          |

#### Grand Prix de Paris (Paris) - 8 au 9 février 2014[2]
| Épreuves | Or                             | Argent                          | Bronze                          |
| -------- | ------------------------------ | ------------------------------- | ------------------------------- |
| 48 kg    | Mariya Stadnik Azerbaïdjan     | Jessica MacDonald Canada        | Fredrika Peterson Suède         |
| 48 kg    | Mariya Stadnik Azerbaïdjan     | Jessica MacDonald Canada        | Clarissa Chun États-Unis        |
| 53 kg    | Tatiana Debien France          | Katherine Fulp-Allen États-Unis | Aurélie Basset France           |
| 53 kg    | Tatiana Debien France          | Katherine Fulp-Allen États-Unis | Tjakpo Karalina Lettonie        |
| 58 kg    | Yuliya Ratkevich Azerbaïdjan   | Kelsey Rene Cambell États-Unis  | Joice Silva Brésil              |
| 58 kg    | Yuliya Ratkevich Azerbaïdjan   | Kelsey Rene Cambell États-Unis  | Aisuluu Tynybekova Kirghizistan |
| 60 kg    | Tatiana Omelchenko Ukraine     | Ramona Galambos Hongrie         | Kennon Henderson États-Unis     |
| 60 kg    | Tatiana Omelchenko Ukraine     | Ramona Galambos Hongrie         | Gabriella Sleisz Hongrie        |
| 63 kg    | Anastasija Grigorjeva Lettonie | Laura Skujina Lettonie          | Albina Lyekhanova Ukraine       |
| 63 kg    | Anastasija Grigorjeva Lettonie | Laura Skujina Lettonie          | Henna Johansson Suède           |
| 69 kg    | Svetlana Saenko Moldavie       | Ilana Kratysh Israël            | Jiulia Salata États-Unis        |
| 69 kg    | Svetlana Saenko Moldavie       | Ilana Kratysh Israël            | Dama Caneva Italie              |
| 75 kg    | Aline Ferreira Brésil          | Zsanett Nemeth Hongrie          | Sabira Aliyeva Azerbaïdjan      |

#### Finale - Mémorial Heydar Aliyev (Bakou) - 25 au 27 juillet 2014[3]
| Épreuves | Or                           | Argent                             | Bronze                                 |
| -------- | ---------------------------- | ---------------------------------- | -------------------------------------- |
| 48 kg    | Mariya Stadnik Azerbaïdjan   | Elena Vostrikova Russie            | Narangerel Erdenesukh Mongolie         |
| 48 kg    | Mariya Stadnik Azerbaïdjan   | Elena Vostrikova Russie            | Yuki Irie Japon                        |
| 53 kg    | Maria Prevolaraki Grèce      | Nadzeya Shushko Biélorussie        | Zhuldyz Eshimova Turtbayeva Kazakhstan |
| 53 kg    | Maria Prevolaraki Grèce      | Nadzeya Shushko Biélorussie        | Nanami Irie Japon                      |
| 55 kg    | Chiho Hamada Japon           | Orkhon Purevdorj Mongolie          | Katerina Gancar Biélorussie            |
| 55 kg    | Chiho Hamada Japon           | Orkhon Purevdorj Mongolie          | Helen Louise Maroulis États-Unis       |
| 58 kg    | Ganna Vasylenko Ukraine      | Allison Mackenzie Ragan États-Unis | Ayaka Ito Japon                        |
| 58 kg    | Ganna Vasylenko Ukraine      | Allison Mackenzie Ragan États-Unis | emese Barka Hongrie                    |
| 60 kg    | Yuliya Ratkevich Azerbaïdjan | Katsuki Sakagami Japon             | Petra Olli Finlande                    |
| 60 kg    | Yuliya Ratkevich Azerbaïdjan | Katsuki Sakagami Japon             | Malin Johanna Mattsson Suède           |
| 63 kg    | Elena Pirozhkov États-Unis   | Yurika Ito Japon                   | Yuliya Tkach Ukraine                   |
| 63 kg    | Elena Pirozhkov États-Unis   | Yurika Ito Japon                   | Irina Bogdanova Russie                 |
| 69 kg    | Anna Fransson Suède          | Odonchimeg Badrakh Mongolie        | Alina Makhynia Ukraine                 |
| 69 kg    | Anna Fransson Suède          | Odonchimeg Badrakh Mongolie        | Laura Skujina Lettonie                 |
| 75 kg    | Hiroe Suzuki Japon           | Adeline Gray États-Unis            | Stanka Zlateva Bulgarie                |
| 75 kg    | Hiroe Suzuki Japon           | Adeline Gray États-Unis            | Vasilisa Marzaliuk Biélorussie         |